# NGC 281
NGC 281 je H II područje u zviježđu  Kasiopeje.
Ovaj se objekt fizički nalazi u Perzejevom spiralnom kraku, a uključuje i otvoreni skup IC 1590, dvojnu zvijezdu HD 5005, i nekoliko bokovih globula.

## Amaterska promatranja
Maglica je s mračne lokacije vidljiva u amaterskim teleskopima.

## Vanjske poveznice
- (engl.) NGC 281 at ESA/Hubble  Arhivirana inačica izvorne stranice od 24. siječnja 2007. (Wayback Machine)